# Vass Albert (festő)
Vass Albert (Nagyenyed, 1896. szeptember 24. – Nagyenyed, 1969. augusztus 13.) erdélyi magyar festőművész.

## Életútja
A nagyenyedi Bethlen Gábor Kollégium tanítóképzőjében szerzett diplomát. Budapesten, Párizsban (a Julien Akadémián) és Olaszországban folytatott tanulmányokat. Alma materében tanított rajzot. 1927-ben Thorma János tanítványa volt a nagybányai művésztelepen.
Tájképfestőként ismertek torockói, főképp néprajzi jellegű képei. Készített pasztellt, ceruzarajzot, akvarellt, de főleg olajban dolgozott. Jellegzetes stílusa, erőteljes, határozott ecsetvonásai teszik felismerhetővé képeit. Ecset- és késtechnikát használt. A palettán a színeket és árnyalatokat türelemmel keverte, majd hirtelen, reflexszerű, magabiztos mozdulatokkal vitte fel őket. A természetben tett festőkirándulásokról, „festősétákról”, amint maga nevezte ezeket, minden alkalommal egy-két olajfestménnyel és több ceruzavázlattal tért haza, amelyekre beírta a színárnyalatokat, majd később vitte fel rájuk a színeket.
Egyéni kiállításai: Déva, Kolozsvár, Marosvásárhely, Brassó, Arad, Nagyszalonta, Szatmárnémeti, Segesvár, Medgyes, Nagyszeben, Székelyudvarhely, Abrudbánya, Torockó, Nagyenyed. Külföldi tárlatai: Milánó, Trieszt, Budapest.

## Illusztrált kötetei
Illusztrációival jelent meg a Betűerdő; az ABC olvasókönyv (Nagyenyed 1941) és a Vita Zsigmond – Szentmiklósi Ferenc összeállította Magyar népmesék (Nagyenyed, 1942).